# تهران - حیفا - تل آویو
تهران - حیفا - تل آویو (TeHTel) پروژه‌ای برای برقراری ارتباط بین شهروندان ایرانی و اسرائیلی است که پل‌های ارتباطی جدیدی بین این دو فرهنگ ایجاد می‌کند. این پروژه در مارس ۲۰۱۲ ایجاد شد و توسط «مرکز عزری برای مطالعات ایران و خلیج فارس در دانشگاه حیفا» اداره می‌شود. این پروژه یک وبسایت فارسی و پروفایل‌هایی در شبکه‌های اجتماعی بین‌المللی و فارسی‌زبان دارد. وب‌سایت این پروژه میلیون‌ها بار مورد بازدید قرار گرفته و مقالات آن توسط رسانه‌های ارتباطی و وب‌سایت‌های فارسی مورد نقل و بازنشر قرار گرفته و کاربران ایرانی هزاران کامنت به زبان فارسی در پاسخ به محتوای نشرشده در این وبگاه پست کرده‌اند. دست‌اندرکاران این پروژه ارتباطی روزانه با شهروندان ایرانی دارند. بنیان‌گذار پروژه و سردبیر آن در اولین سال فعالیتش Yoni Shadmi بود.
پروژه TeHTel، شبکه‌ای از صدها شریک محتوایی اسرائیلی، از جمله سازمان‌های رسانه‌ای بزرگ اسرائیل و عکاسان و وبلاگ‌نویسان مستقل است. دبیران این پروژه مقالات مختلفی که در اصل به زبان عبری توسط شرکای محتوایی‌شان منتشر شده‌اند را انتخاب کرده، آنها را به فارسی ترجمه می‌کنند و سپس آنها را در وب‌سایت فارسی‌شان یا در شبکه‌های اجتماعی منتشر می‌سازند.
مطلب ترجمه‌شده پایه‌ایست برای گفتگو بین شهروندان ایرانی و اسرائیلی و همچنین بحث و گفتگوی داخلی بین شهروندان ایرانی. این پروژه محتوای خود را در زمینه‌های مختلفی از زندگی روزمره در اسرائیل گرفته تا فرهنگ و سیاست، اقتصاد و مسائل مربوط به خاور میانه، منتشر می‌سازد. بر طبق گفته بنیان‌گذار پروژه، Shadmi، پروژه به دقت سعی می‌کند از مقالات مربوط به تبلیغات حکومتی و روابط عمومی پرهیز کند. به همین دلیل پروژه به مسائلی مطبوع همچون تنش بین یهودیان اشکنازی و سفاردی در اسرائیل و هزینه زندگی در اسرائیل می‌پردازد. Shadmi این‌طور گفته است که پروژه از اعتراضات عدالت اجتماعی اسرائیل در سال ۲۰۱۱ الهام گرفته شده است.
مقالات اسرائیلی نشرشده توسط TeHTel به‌طور مکرر توسط رسانه‌های آنلاین ایرانی همچون رجانیوز و YJC، وب‌سایتی وابسته به محافظه‌کاران سپاه پاسداران، کپی و بازنشر می‌شود. دست اندر کاران پروژه به‌طور منظم با هزاران شهروند ایرانی گفت و شنود می‌کنند. کاربران دربارهٔ زندگی و افکار سیاسی خود صحبت می‌کنند و گاهی اوقات جزئیاتی خصوصی از خودشان را به اشتراک می‌گذارند.
گاه به گاه، پروژه فعالیت‌های مشترک ایرانی-اسرائیلی به راه می‌اندازد. در آوریل ۲۰۱۲، در زمانی که تنش بین دو کشور بالا گرفته بود، فعالان ایرانی و اسرائیلی به سرپرستی این پروژه، به‌طور همزمان گرفیتی‌هایی با مضامین «نه به جنگ» را به زبان‌های عبری، فارسی و انگلیسی نقاشی کردند. این گرفیتی بر دیوارها و ایستگاه‌های اتوبوس در اسرائیل و شهر شیراز ایران نقاشی شد. در ماه اکتبر ۲۰۱۵، برطبق درخواست‌های مکرر از جانب بازدیدکنندگان ایرانی سایت، مصاحبه آنلاینی با یکی از خوانندگان زن محبوب اسرائیلی، ساریت حداد، برگزار شد. این مصاحبه سرتیتر روزنامه پرتیراژ یدعوت احرونوت گشت.
این پروژه همچنین به ترویج و دادوستد محتوای تولید شده توسط ایرانیان برای مخاطبین اسرائیلی می‌پردازد. این پروژه مقاله‌های نوشته شده توسط وبلاگ‌نویسان ایرانی را به زبان عبری ترجمه و آنها را منتشر می‌سازد. علاوه بر آن، این پروژه محتوا و مطالب ایرانی را در رسانه‌های اسرائیلی منتشر می‌سازد. از طریق این پروژه، ایرانی‌ها مقالاتی را در روزنامه‌های سرشناس اسرائیلی منتشر ساخته‌اند. در موردی دیگر، دست اندر کاران پروژه ویدیو کلیپی که در تهران توسط یک استودیو محلی ایرانی فیلم‌برداری شده بود را به زبان عبری ترجمه کردند و کمک کردند تا این کلیپ به گوش مخاطبان اسرائیلی برسد.

## واکنش مقامات ایرانی به TeHTel
یک ماه پس از شروع به کار TeHTel، مقام ارشد ایرانی، محسن رضایی این پروژه را تقبیح کرد. رضایی فرمانده پیشین سپاه پاسداران انقلاب، کاندیدای ریاست جمهوری، و دبیر فعلی مجمع تشخیص مصلحت نظام است. رضایی این‌طور ادعا کرد که این پروژه «یک ابزار جاسوسی جدید از رژیم اسرائیل» است و اضافه کرد که «هرچند دبیران پروژه ادعا می‌کنند که سایت برای ایجاد دوستی بین دو ملت طراحی شده، به نظر می‌رسد که هدف اصلی آن ایجاد کردن یک تکنیک جمع‌آوری اطلاعات محرمانه و هوشمند علیه ایران است». دست اندر کاران پروژه در پاسخ به رضایی، یک نامه سرگشاده منتشر ساخته و خواهان گفتگو شدند.
یک ماه پس از این واقعه، گروهی موسوم به «جنگجویان و افسران سایبری استان کرمان»، یک گروه هکری وابسته به محافظه‌کاران، یک اعتراضیه شدیدالحن دربارهٔ پروژه منتشر ساخت. در همان ماه، پروژه توسط هکرهای ایرانی مورد حمله قرار گرفت.